# Grande Prêmio de San Marino de 1985
Resultados do Grande Prêmio de San Marino de Fórmula 1 realizado em Ímola em 5 de maio de 1985. Terceira etapa do campeonato, foi vencido pelo italiano Elio de Angelis, da Lotus-Renault, com Thierry Boutsen em segundo pela Arrows-BMW e Patrick Tambay em terceiro pela Renaut.

## Resumo
Ayrton Senna consegue a segunda pole consecutiva e também do ano na categoria. O piloto da Lotus larga bem e mantém a ponta até a 56.ª volta, quando tem que abandonar a prova por falta de combustível no seu carro. Na sua segunda prova pela equipe Ferrari, o sueco Stefan Johansson passa para a liderança, mas ele sente o gostinho da vitória por uma volta quando tem que abandonar a corrida também sem combustível. Faltando três voltas para o término da corrida, o francês Alain Prost da McLaren vai para a liderança e vence na pista. No entanto, após parar por pane seca na volta da vitória, descobre-se que seu carro estava abaixo do peso mínimo. Prost é desclassificado e Elio de Angelis herda a vitória.

## Classificação

### Treinos oficiais
| Pos.    | Nº | Piloto             | Construtor             | Q1       | Q2       | Diferença |
| ------- | -- | ------------------ | ---------------------- | -------- | -------- | --------- |
| 1       | 12 | Ayrton Senna       | Lotus-Renault          | 1:27.589 | 1:27.327 | —         |
| 2       | 6  | Keke Rosberg       | Williams-Honda         | 1:28.347 | 1:27.354 | + 0.027   |
| 3       | 11 | Elio de Angelis    | Lotus-Renault          | 1:30.325 | 1:27.852 | + 0.525   |
| 4       | 27 | Michele Alboreto   | Ferrari                | 1:27.871 | 1:30.637 | + 0.544   |
| 5       | 18 | Thierry Boutsen    | Arrows-BMW             | 1:28.829 | 1:27.918 | + 0.591   |
| 6       | 2  | Alain Prost        | McLaren-TAG/Porsche    | 1:28.604 | 1:28.099 | + 0.772   |
| 7       | 5  | Nigel Mansell      | Williams-Honda         | 1:29.756 | 1:28.202 | + 0.875   |
| 8       | 1  | Niki Lauda         | McLaren-TAG/Porsche    | 1:29.413 | 1:28.399 | + 1.072   |
| 9       | 7  | Nelson Piquet      | Brabham-BMW            | 1:29.427 | 1:28.489 | + 1.162   |
| 10      | 17 | Gerhard Berger     | Arrows-BMW             | 1:28.697 | 1:29.654 | + 1.370   |
| 11      | 15 | Patrick Tambay     | Renault                | 1:30.201 | 1:29.102 | + 1.775   |
| 12      | 23 | Eddie Cheever      | Alfa Romeo             | 1:30.605 | 1:29.259 | + 1.932   |
| 13      | 25 | Andrea de Cesaris  | Ligier-Renault         | 1:30.339 | 1:29.406 | + 2.079   |
| 14      | 16 | Derek Warwick      | Renault                | 1:30.440 | 1:29.466 | + 2.139   |
| 15      | 28 | Stefan Johansson   | Ferrari                | 1:30.240 | 1:29.806 | + 2.479   |
| 16      | 26 | Jacques Laffite    | Ligier-Renault         | 1:31.625 | 1:30.982 | + 3.655   |
| 17      | 30 | Jonathan Palmer    | Zakspeed               | 2:30.990 | 1:31.028 | + 3.701   |
| 18      | 22 | Riccardo Patrese   | Alfa Romeo             | 1:31.388 | 1:31.108 | + 3.781   |
| 19      | 29 | Pierluigi Martini  | Minardi-Motori Moderni | 1:32.770 | 1:48.391 | + 5.443   |
| 20      | 8  | François Hesnault  | Brabham-BMW            | 1:33.142 | 1:33.160 | + 5.815   |
| 21      | 10 | Philippe Alliot    | RAM-Hart               | 1:34.201 | 2:05.141 | + 6.874   |
| 22      | 24 | Piercarlo Ghinzani | Osella-Alfa Romeo      | 1:34.974 | 1:34.209 | + 6.882   |
| 23      | 9  | Manfred Winkelhock | RAM-Hart               | 1:34.936 | 1:34.579 | + 7.252   |
| 24      | 4  | Stefan Bellof      | Tyrrell-Ford           | 1:35.774 | 1:35.653 | + 8.326   |
| 25      | 3  | Martin Brundle     | Tyrrell-Ford           | 1:36.397 | 1:36.661 | + 9.070   |
| 26      | 21 | Mauro Baldi        | Spirit-Hart            | 1:36.922 | 1:38.235 | + 9.595   |
| Fontes: |    |                    |                        |          |          |           |

### Corrida
| Pos.    | N.º | Piloto             | Construtor             | Voltas | Tempo/Diferença  | Grid | Pontos     |
| ------- | --- | ------------------ | ---------------------- | ------ | ---------------- | ---- | ---------- |
| DSQ     | 2   | Alain Prost        | McLaren-TAG/Porsche    | 60     | Desclassificado  | 6    | [ nota 1 ] |
| 1       | 11  | Elio de Angelis    | Lotus-Renaut           | 60     | 1:34'35"955      | 3    | 9          |
| 2       | 18  | Thierry Boutsen    | Arrows-BMW             | 59     | + 1 volta        | 5    | 6          |
| 3       | 15  | Patrick Tambay     | Renaut                 | 59     | + 1 volta        | 11   | 4          |
| 4       | 1   | Niki Lauda         | McLaren-TAG/Porsche    | 59     | + 1 volta        | 8    | 3          |
| 5       | 5   | Nigel Mansell      | Williams-Honda         | 58     | + 2 voltas       | 7    | 2          |
| 6       | 28  | Stefan Johansson   | Ferrari                | 57     | Pane seca        | 15   | 1          |
| 7       | 12  | Ayrton Senna       | Lotus-Renaut           | 57     | Pane seca        | 1    |            |
| 8       | 7   | Nelson Piquet      | Brabham-BMW            | 57     | Pane seca        | 9    |            |
| 9       | 3   | Martin Brundle     | Tyrrell-Ford           | 56     | Pane seca        | 25   |            |
| 10      | 16  | Derek Warwick      | Renaut                 | 56     | Pane seca        | 14   |            |
| Ret     | 23  | Eddie Cheever      | Alfa Romeo             | 50     | Motor            | 12   |            |
| NC      | 24  | Piercarlo Ghinzani | Osella-Alfa Romeo      | 46     | Não classificado | 22   |            |
| Ret     | 27  | Michele Alboreto   | Ferrari                | 29     | Pane elétrica    | 4    |            |
| Ret     | 9   | Manfred Winkelhock | RAM-Hart               | 27     | Motor            | 23   |            |
| Ret     | 10  | Philippe Alliot    | RAM-Hart               | 24     | Motor            | 21   |            |
| Ret     | 6   | Keke Rosberg       | Williams-Honda         | 23     | Freios           | 2    |            |
| Ret     | 26  | Jacques Laffite    | Ligier-Renaut          | 22     | Turbo            | 16   |            |
| Ret     | 29  | Pierluigi Martini  | Minardi-Motori Moderni | 14     | Turbo            | 19   |            |
| Ret     | 25  | Andrea de Cesaris  | Ligier-Renaut          | 11     | Rodou            | 13   |            |
| Ret     | 21  | Mauro Baldi        | Spirit-Hart            | 9      | Pane elétrica    | 26   |            |
| Ret     | 8   | François Hesnault  | Brabham-BMW            | 5      | Motor            | 20   |            |
| Ret     | 4   | Stefan Bellof      | Tyrrell-Ford           | 5      | Motor            | 24   |            |
| Ret     | 17  | Gerhard Berger     | Arrows-BMW             | 4      | Motor            | 10   |            |
| Ret     | 22  | Riccardo Patrese   | Alfa Romeo             | 4      | Motor            | 18   |            |
| DNS     | 30  | Jonathan Palmer    | Zakspeed               | 0      | Não largou       | 17   |            |
| Fontes: |     |                    |                        |        |                  |      |            |

## Tabela do campeonato após a corrida
| Pos.    | Piloto           | Pontos |
| ------- | ---------------- | ------ |
| 1       | Elio de Angelis  | 16     |
| 2       | Michele Alboreto | 12     |
| 3       | Patrick Tambay   | 10     |
| 4       | Ayrton Senna     | 9      |
| 5       | Alain Prost      | 9      |
| Fontes: |                  |        |

| Pos.    | Construtor          | Pontos |
| ------- | ------------------- | ------ |
| 1       | Lotus-Renaut        | 25     |
| 2       | Ferrari             | 16     |
| 3       | McLaren-TAG/Porsche | 12     |
| 4       | Renaut              | 10     |
| 5       | Arrows-BMW          | 6      |
| Fontes: |                     |        |

- Nota: Somente as primeiras cinco posições estão listadas. Entre 1981 e 1990 cada piloto podia computar onze resultados válidos por temporada não havendo descartes no mundial de construtores.